# Arctodiaptomus kurilensis
Arctodiaptomus kurilensis är en kräftdjursart som beskrevs av Andreas Kiefer 1937. Arctodiaptomus kurilensis ingår i släktet Arctodiaptomus och familjen Diaptomidae. Inga underarter finns listade i Catalogue of Life.